# 麥科伊堡 (佛羅里達州)
麥科伊堡（英語：Fort McCoy）是位於美國佛羅里達州馬里昂縣的一個非建制地區。該地的面積和人口皆未知。

## 地理
麥科伊堡的座標為29°21′52″N 82°57′59″W / 29.36444°N 82.96639°W，而該地的平均海拔高度為24米（即79英尺）。